# Punta Ostanetta
La Punta Ostanetta (o Punta d'Ostanetta, o Rumela) è una montagna delle Alpi Cozie alta 2375 m s.l.m. e situata in Provincia di Cuneo; la sua anticima meridionale è posta alla convergenza tra le valli Po, Pellice ed Infernotto. Di quest'ultima breve vallata l'Ostanetta rappresenta anche la massima elevazione. In bibliografia con il nome di Punta Rumelletta  (in patois Pounto dal Razil) ci si riferisce a volte all'anticima sud della montagna, quotata 2370 m.

## Caratteristiche

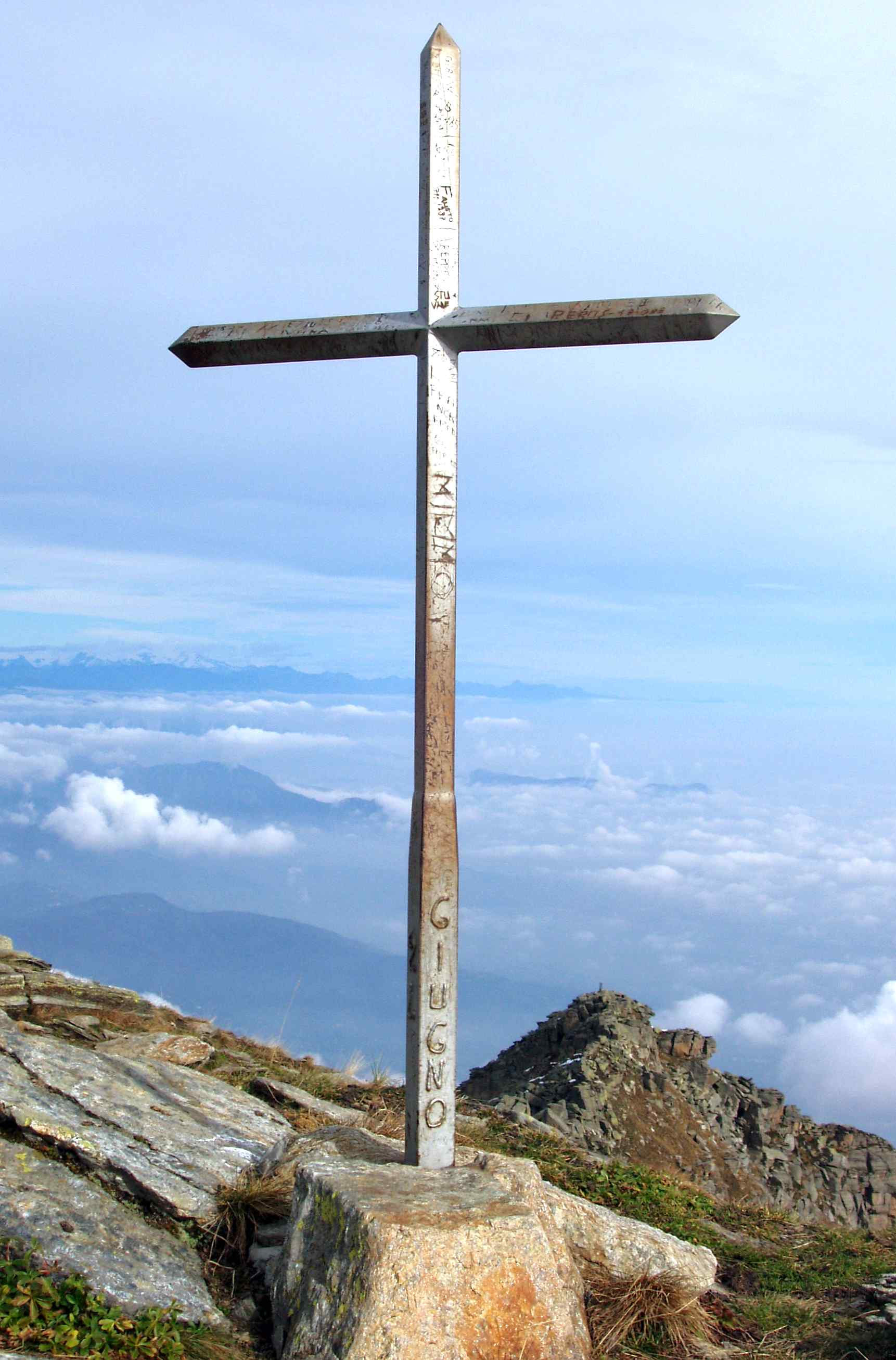
La croce di vetta

La montagna è situata alla convergenza di tre creste principali. Quella sud-ovest, molto ampia ed erbosa, appartiene allo spartiacque Po/Infernotto e la collega con il Colle Bernardo e la Punta Selassa (2038 m). La cresta occidentale, anch'essa piuttosto ampia e di natura principalmente detritica, separa la Valle Po dalla Val Pellice e scende al Colle del Vallone (2248 m) per risalire poi al Monte Briccas. Il crinale settentrionale infine, più roccioso e impervio, divide la Val Pellice dalla parte alta della Valle Infernotto.
Sul versante orientale si trovano le sorgenti del Torrente Ghiandone, che in questo tratto prende il nome di Rio Rocca Nera. L'Ostanetta culmina con tre elevazioni (2370, 2385 e 2375 m s.l.m.), disposte su un facile tratto di cresta orientato in senso nord-sud. L'anticima meridionale (2370 m) è posta al confine tra i territori dei comuni di comuni di Ostana e di Bagnolo Piemonte. L'elevazione centrale è la più alta mentre sulla cima nord sorge una croce metallica.
Tra le due punte possiamo trovare una scultura di legno rappresentante un crocifisso,la quale è dedicata a tutte le mamme. Prende il nome di "La Brecca di punta Ostanetta", assolutamente da andare a vedere per la sua magnifica bellezza. Recentemente è stato inserito anche un faretto così da poter identificare il punto della brecca durante la notte.
Dalla montagna il panorama è vastissimo e si gode di un ottimo colpo d'occhio sul vicino gruppo del Monviso.

## Accesso alla cima

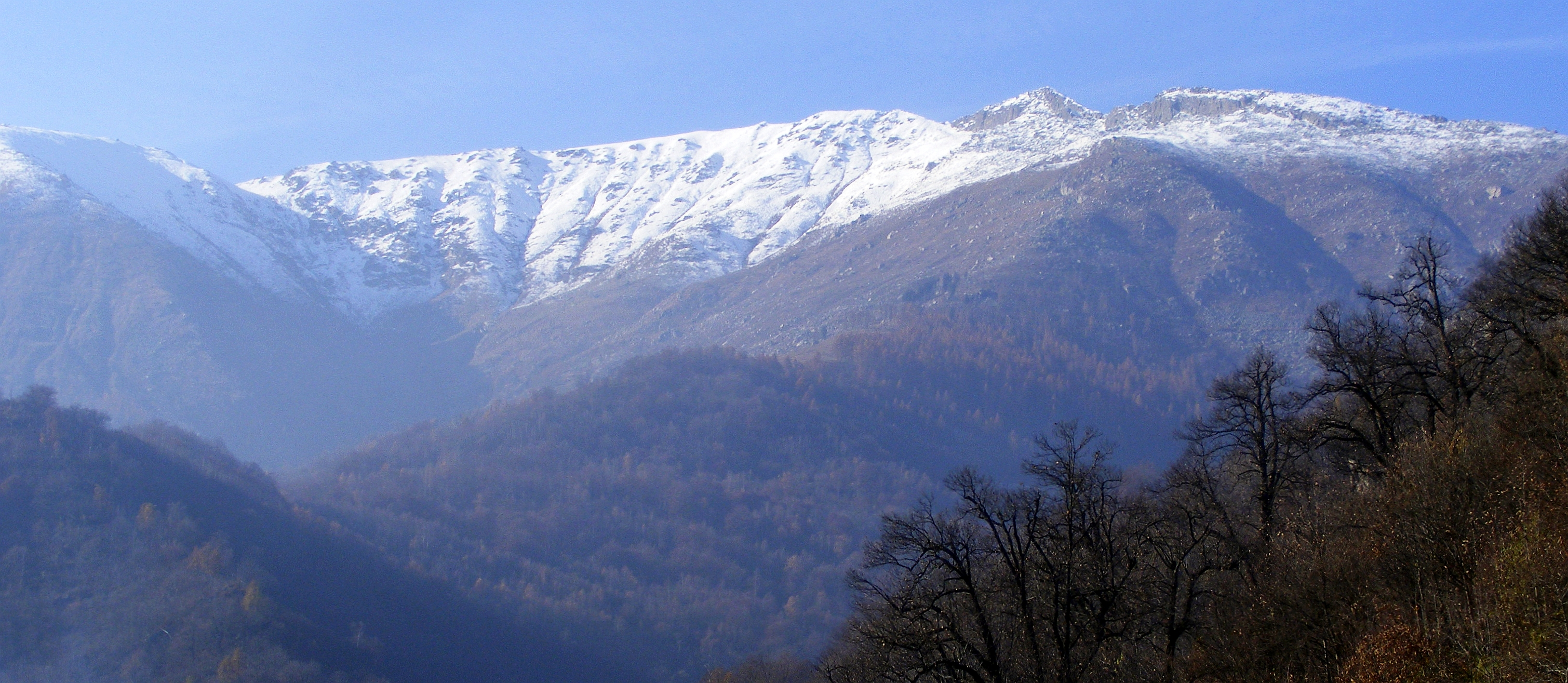
Il versante est da Pra 'd Mill

La via normale è un percorso escursionistico che, dalla frazione Meire Durandini di Ostana, raggiunge il "Colle Bernardo" e sale poi per l'erbosa cresta sud-orientale al punto culminante; la sua difficoltà è valutata in E.
Anche la cresta ovest è percorribile senza particolari difficoltà partendo dal Colle delle Porte e scavalcando il Monte Briccas, mentre l'accesso dalla Val Pellice o dalla Valle Infernotto è più faticoso e meno agevole.